# گروه ویرو کیمیا
گروه ویرو کیمیا (انگلیسی: Viru Keemia Grupp) شرکت برق استونیایی است، که در سال ۱۹۱۸ تأسیس شد.